# کریس کوردا
کریس کوردا (به انگلیسی: Chris Korda) (زاده ۱۹۶۲) موسیقی‌دان، پرفورمنس آرتیست و کنشگر آمریکایی است.
او یک زن ترنس است.